# Tríada menor

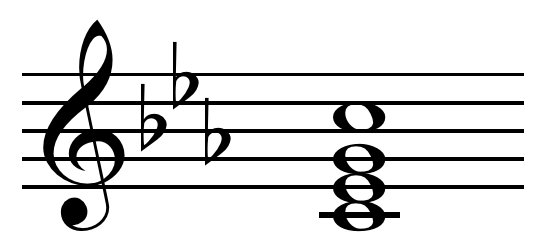
Minor chord on C.

En teoría musical, un acorde menor (Escuchar Dminⓘ) es aquel que está formado por una tónica o raíz, una tercera menor, y una quinta justa.
Cuando un acorde solo contiene estas tres notas es llamado tríada menor. Algunas otras tríadas menores que incluyan notas adicionales, así como el acorde menor con séptima, también son considerados como acordes menores.

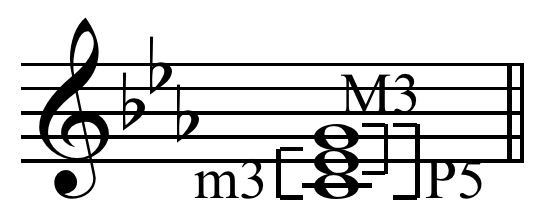
Muestra de una tercera menor y una mayor en una tríada menor: la menor abajo y la mayor arriba..

Un acorde mayor (Escucharⓘ) se diferencia del acorde menor por tener una tercera mayor por encima de la tónica en vez de una tercera menor.
Mientras que el acorde menor consiste de una tercera mayor arriba de una tercera menor, el mayor consiste de una tercera menor arriba de una tercera mayor. Ambos contienen una quinta justa, porque una tercera mayor (4 semitonos) más una tercera menor (3 semitonos) equivalen a una quinta justa (7 semitonos), sin importar el orden en que sean apilados.
Los acordes disminuidos son considerados por algunos, tríadas menores con la quinta disminuida.. Escucharⓘ
Por ejemplo, el acorde de Do menor consiste en tres notas: C (raíz), Eb (tercera menor) y G (quinta justa):
Escuchar el acorde de Do menor con bajo en la fundamentalⓘ.

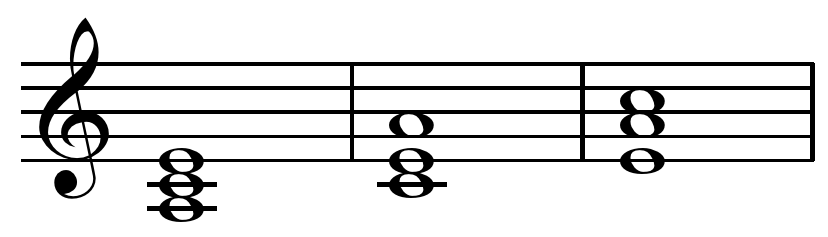
El acorde de La menor (formado por las notas La, Do y Mi) en u posición fundamental, su primera inversión y su segunda inversión respectivamente.

El acorde menor, junto con el mayor es uno de los principales bloques que existen en la música tonal. En la cultura occidental se piensa que el acorde menor, "suena más oscuro que el acorde mayor" pero aun así se le considera como consonante, estable en el entendido de que no necesita resolver.

## Consonancia acústica del acorde menor
Una particularidad del acorde menor es que es la única triada en que sus notas poseen un armónico en común - audible y de una frecuencia no demasiado alta- (más o menos exacto, dependiendo del sistema de afinación usado): Este armónico, está situado 2 octavas arriba de la nota más aguda del acorde: es del sexto orden para la fundamental, de quinto orden para la nota de  en la tercera y de cuarto orden para la quinta:
Como ejemplo tomaremos do, mi♭, sol: com "sol" dos octavas más arriba.
Demostración:
- Tercera menor = 6/5 = 12/10
- Tercera mayor = 5/4 = 15/12
- Los ratios del acorde menor: 10:12:15
- Se puede comprobar la existencia de dicho acorde con la siguiente fórmula: 10*6 = 12*5 = 15*4

## Entonación justa

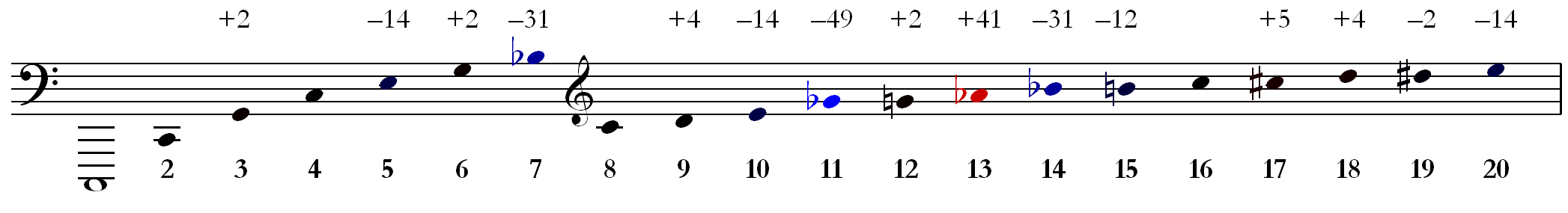
Ilustración de las series armónicas en pentagrama. El número arriba de la serie indica la cantidad de cents que varía del sistema bien temperado. Las notas rojas son sostenidos y las azules bemoles.

En la entonación justa, un acorde menor es afinado mayormente en una proporción 10:12:15 (Escucharⓘ). Esto resulta en la primera aparición del acorde menor en las series armónicas (en C: E-G-B). Esto puede ser visto en los grados iii, vi, ♭vi, ♭iii, y vii. En el sistema de afinación bien temperado o de 12 tonos (el cual es el sistema de afinación más usado en Occidente), un acorde menor tiene 3 semitonos entre la raíz y la tercera, y 4 entre la tercera y la quinta. Se puede por lo tanto representar por la notación 0,3,7. La quinta en el sistema de 12 tonos (700 cents) es solamente dos cents más chica que la quinta perfecta (3:2, 701.9 cents), pero la tercera menor (300 cents) es mucho más reducida (about 16 cents) que la tercera menor justa (6:5, 315.6 cents). La tercera menor en la escala de 12 tonos (300 cents) se aproxima más a la tercera en la escala bien temperada de 19 tonos Escucharⓘ (297.5 cents) con solo 2 cents de diferencia. Ellis propone que el conflicto de posturas entre los físicos y los músicos en lo que a la tercera menor respecta es que en la comparación de los físicos la tercera menor está más lejos de la entonación justa, mientras que para los músicos la tercera menor se aproxima a una consonancia de 19:16 que a muchos les parece placentera. Otras afinaciones de la tríada menor incluyen el acorde en la entonación justa (27:32:40), la "falsa tríada menor, Escucharⓘ, 16:19:24 Escucharⓘ, 12:14:18 (6:7:9), y la tríada menor pitagórica (54:64:81) Escucharⓘ. Por supuesto existen otras muchas maneras diferentes de afinar el acorde menor además del sistema bien temperado.
En lugar de basarse en las series armónicas, Sorge obtiene las tríadas menores de la confluencia de dos acordes mayores. Por ejemplo: la tríada de A menor es la combinación de los acordes de C mayor y F mayor. A-C-E= f-A-C-E-g. La combinación de estos dos acordes mayores produce la proporción del acorde menor: 10:12:15 en 8/5.

## Tabla de acordes menores
| Acorde | Tónica | Tercera Menor | Quinta Justa |
| ------ | ------ | ------------- | ------------ |
| Cm     | C      | E♭            | G            |
| C♯m    | C♯     | E             | G♯           |
| D♭m    | D♭     | F♭ (E)        | A♭           |
| Dm     | D      | F             | A            |
| D♯m    | D♯     | F♯            | A♯           |
| E♭m    | E♭     | G♭            | B♭           |
| Em     | E      | G             | B            |
| E♯m    | E♯     | G♯            | B♯ (C)       |
| Fm     | F      | A♭            | C            |
| F♯m    | F♯     | A             | C♯           |
| G♭m    | G♭     | B (A)         | D♭           |
| Gm     | G      | B♭            | D            |
| G♯m    | G♯     | B             | D♯           |
| A♭m    | A♭     | C♭ (B)        | E♭           |
| Am     | A      | C             | E            |
| A♯m    | A♯     | C♯            | E♯ (F)       |
| B♭m    | B♭     | D♭            | F            |
| Bm     | B      | D             | F♯           |